# 韩国—北马其顿关系
南韓－北馬其頓關係是指大韓民國與北馬其頓共和國（舊稱馬其頓共和國、前南斯拉夫馬其頓共和國）之間的關係。

## 政治交流
馬其頓共和國在1991年脱离南斯拉夫社会主义联邦共和国獨立後，鄰邦的希臘承認其國家地位但強烈反對該國使用「馬其頓」做為國名，造成马其顿名称争议，而韩国政府也受到希腊的影响，仅承认马其顿的国家地位，长期未与其建立正式外交关系，但保持一定的官方往来。
2019年，马其顿共和国易名为「北馬其頓共和國」，韩国亦于同年7月18日与北马其顿在联合国总部大楼签署建交公报，宣布建立外交关系，至此，韩国已经与欧洲所有的联合国成员国建立了外交关系。目前两国尚未在对方首都互设大使馆，韩国对北马其顿的相关事务由韩国驻保加利亚大使馆暂辖。

### 人员交流
北马其顿：副总理拉德米拉、总理尼古拉·格鲁埃夫斯基

## 旅行与签证

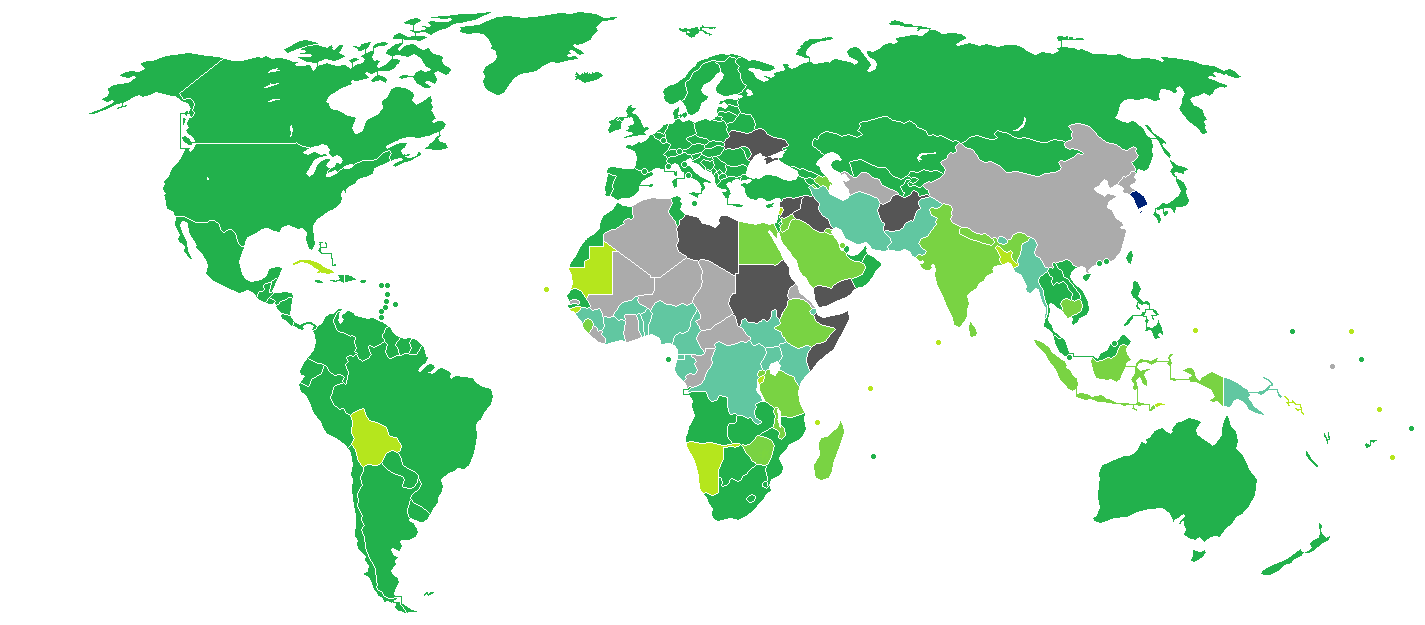
持韓國護照的大韓民國公民簽證要求分布圖：入境北馬其頓可以免簽證。

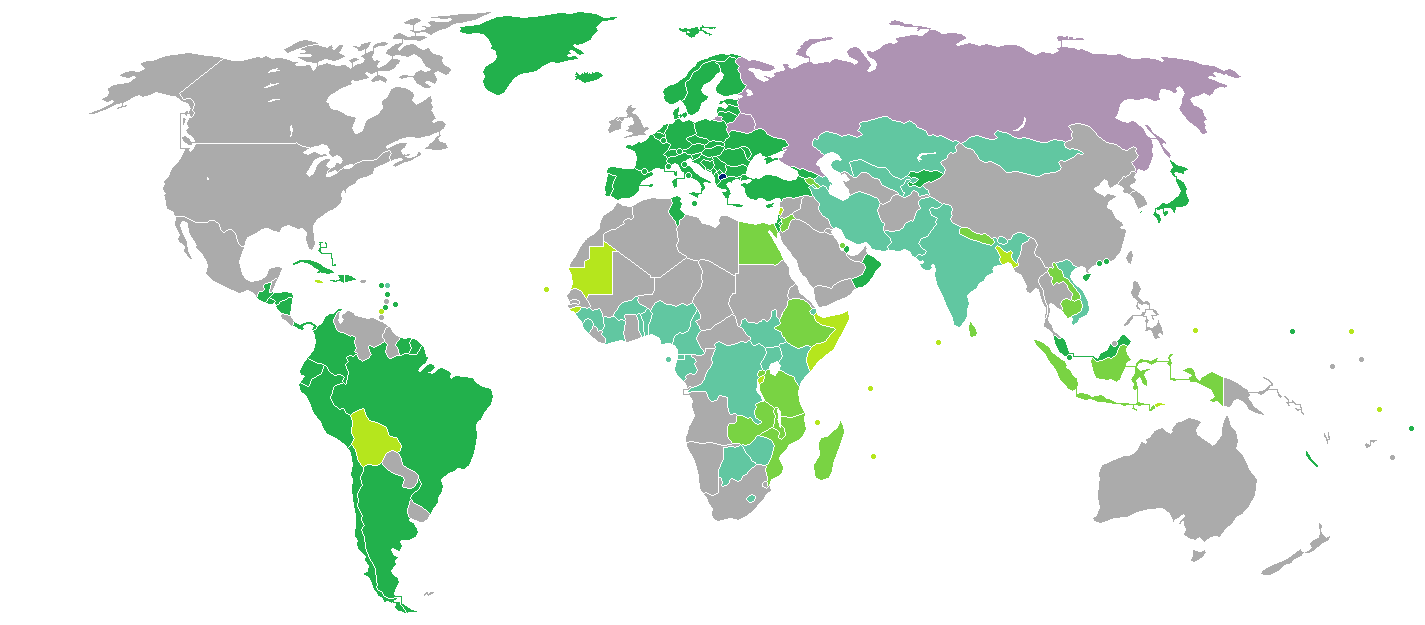
持北馬其頓護照的北馬其頓公民簽證要求分布圖：入境大韓民國必须申请簽證。

持有韓國護照的韩国公民可以免簽證的方式入境北馬其頓，停留最多90天。
持北馬其頓護照的北馬其頓公民必须申请签证方可入境韩国。若前往济州岛，也需要韩国签证。韩国推出的其他签证优惠政策并不适用于北马其顿公民，若北马其顿公民自1996年起曾入境韩国超过3次或自2006年起持有澳大利亚、加拿大、新西兰、英国或美国的居留许可，则可免签证入境济州岛30天。

## 经贸关系
截至2020年，韓、馬双边贸易额达到1,600万美元，其中，韩国向马其顿出口800万美元。自2010年起，北马其顿境内开始有韓國電力公社、三星重工等韩国企业投资的风力发电站。

## 協定
| 日期          | 簽署                                             | 備註           |
| ------------- | ------------------------------------------------ | -------------- |
| 2015年6月18日 | 《韩联社与马其顿通讯社国家形象宣传新闻交换协议》 | 條約稱呼马其顿 |